# Stor låsbräken
Stor låsbräken (Botrychium virginianum) är en art i familjen låsbräkenväxter i växtdivisionen ormbunksväxter.